# Doue (Seine-et-Marne)
Doue ist eine französische Gemeinde mit 1.119 Einwohnern (Stand: 1. Januar 2022) im Département Seine-et-Marne in der Region Île-de-France. Sie gehört zum Arrondissement Provins und zum Kanton Coulommiers (bis 2015: Kanton Rebais). Die Einwohner nennen sich Dovinciens.

## Lage
Doue liegt etwa 60 Kilometer östlich von Paris. Umgeben wird Doue von den Nachbargemeinden Saint-Cyr-sur-Morin im Norden, Saint-Ouen-sur-Morin im Norden und Nordosten, Orly-sur-Morin im Nordosten, La Trétoire im Osten, Rebais im Osten und Südosten, Saint-Denis-lès-Rebais im Südosten, Saint-Germain-sous-Doue im Süden sowie Jouarre im Westen.

## Bevölkerungsentwicklung
| Jahr                      | 1962 | 1968 | 1975 | 1982 | 1990 | 1999 | 2006 | 2013 |
| ------------------------- | ---- | ---- | ---- | ---- | ---- | ---- | ---- | ---- |
| Einwohner                 | 664  | 628  | 583  | 723  | 940  | 1028 | 999  | 999  |
| Quelle: Cassini und INSEE |      |      |      |      |      |      |      |      |

## Sehenswürdigkeiten
- Kirche Saint-Martin aus dem 13. Jahrhundert, Monument historique seit 1922, auf dem Turmhügel

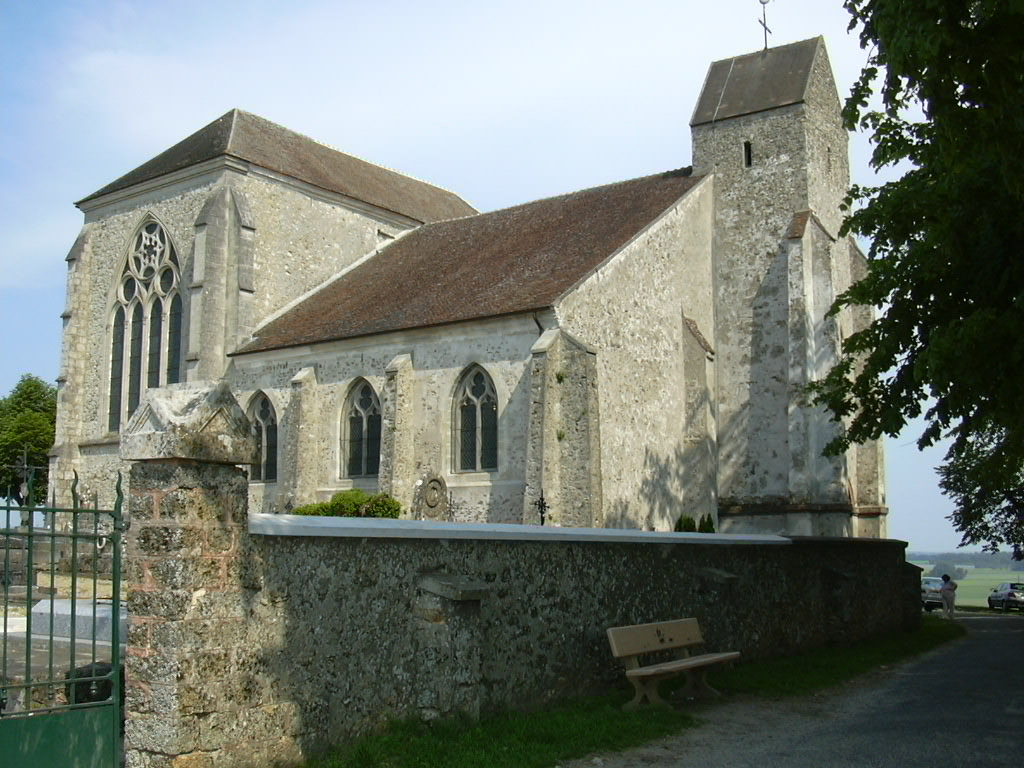
Kirche Saint-Martin

## Persönlichkeiten
- Louis-Auguste Jouvenel des Ursins d’Harville (1749–1815), Kavalleriegeneral, hier begraben